# Europees Jeugdkorenfestival
Het Europees Jeugdkorenfestival is een festival voor jeugdkoren uit hoofdzakelijk Europa dat tot 2012 iedere drie jaar gehouden wordt. Vanaf 2012 wordt het elke twee jaar gehouden. Het eerstvolgende festival zal van 27 mei tot 1 juni in 2014 in Bazel gehouden worden. Eerder waren er festivals in 1992, 1995, 1998, 2001, 2004, 2007, 2010 en 2012.
Het is een gebeurtenis met koren uit alle delen van Europa. De eerste gasten van buiten Europa kwamen uit Zuid-Afrika en in 2004 was het Jeugdkoor Santa Cecilia van Riversul uit São Paulo, Brazilië gekomen. Bij het festival is er geen wedstrijd inbegrepen. Gastheerkoor in 2007 was het Bazels Jongenskoor, waarvan leider Beat Raaflaub een artistieke adviseur van het festival is.